# Hemerotrecha sevilleta
Hemerotrecha sevilleta är en spindeldjursart som beskrevs av Brookhart och Cushing 2002. Hemerotrecha sevilleta ingår i släktet Hemerotrecha och familjen Eremobatidae. Inga underarter finns listade i Catalogue of Life.